# 多腺遠環蚓
多腺遠環蚓（学名：Amynthas polyglandularis）为巨蚓科遠環蚓屬下的一个种。